# جم شاهی
جم شاهی، روستایی در دهستان قلعه‌گنج بخش مرکزی شهرستان قلعه‌گنج در استان کرمان ایران است.

## جمعیت
بر پایه سرشماری عمومی نفوس و مسکن در سال ۱۳۹۵، جمعیت این روستا برابر با ۲۸۳ نفر (۷۵ خانوار) بوده‌است.